# Ignacio Rivero
José Ignacio Rivero Segade (Montevideo, 10 aprile 1992) è un calciatore uruguaiano, centrocampista del Cruz Azul.

## Caratteristiche tecniche
È un centrocampista centrale.

## Carriera
Ha esordito il 2 settembre 2012 con la maglia del Central Español in occasione dell'incontro di campionato perso 1-0 contro la Juventud.

## Palmarès
- CONCACAF Champions' Cup: 1

Cruz Azul: 2025